# Centro de Avance de las Ciencias del Sonido
El Centro de Avance de las Ciencias del Sonido (TASSC), anteriormente The Advancement of Sound Science Coalition, era un grupo de presión financiado por la industria y un vehículo de gestión de crisis, y fue creado en 1993 por  Phillip Morris y  APCO en respuesta a un informe de 1992 Agencia de Protección Ambiental de los Estados Unidos (EPA) que identificó al "humo de segunda mano" como "confirmado" cancerígeno. Los objetivos declarados de TASSC eran: (1) desacreditar el informe de la EPA; (2) luchar contra legislación contra el tabaquismo; y (3) aprobar de manera proactiva legislación favorable a la industria tabacalera.
Philip Morris contrató a APCO Worldwide, una consultora de comunicaciones con experiencia en manejo de crisis, manejo de temas políticos delicados, cabildeo, relaciones con los medios, construcción de coaliciones, investigación de opinión, entrada al mercado, responsabilidad social corporativa y comunicación en línea. Las estrategias diseñadas por APCO para TASSC tenían como objetivo establecer a TASSC como "una fuente creíble para los reporteros cuando cuestionan la validez de los estudios científicos" y "Alentar al público a cuestionar - desde la base hacia arriba - la validez de los estudios científicos".

## Metas y estrategias
La firma de relaciones públicas conocida como APCO nació como una subsidiaria de inversión inmobiliaria para los socios legales del bufete de abogados Arnold & Porters. Originalmente se identificó como A&P Co, que se convirtió en un frente de relaciones públicas especializado para brindar servicio a Philip Morris, el principal cliente de Arnold & Porters que prestó servicios a la compañía de cigarrillos a nivel de sala de juntas. A&P luego contrató a Margery Kraus para dirigir la nueva compañía, y se expandió rápidamente a través de sus actividades financiadas por el tabaco, convirtiéndose sucesivamente en APCo, APCO, luego APCO & Associates y finalmente APCO Worldwide.

### Philip Morris y APCO
Los archivos de documentos sobre el tabaco incluyen una sección sobre Philip Morris que se titula:
Metas y objetivos:
Los objetivos generales del plan de medios son:
1. aumentar el nivel de conciencia sobre el uso de la ciencia poco sólida en la toma de decisiones de políticas públicas entre las audiencias objetivo;
2. educar al público sobre el impacto de este problema; y
3. sentar las bases y proporcionar un entorno para un esfuerzo de movilización de base exitoso para ayudar (la Compañía Tabacalera) Philip Morris con sus problemas a nivel nacional y en los estados objetivo.

Los objetivos del plan de medios son:
- Establecer a TASSC como una fuente creíble para los periodistas al cuestionar la validez de los estudios científicos. Anime al público a cuestionar, desde la base hacia arriba, la validez de los estudios científicos.
- Movilizar el apoyo a TASSC a través de alianzas con otras organizaciones y terceros aliados.
- Desarrollar materiales, incluidas reimpresiones de artículos de noticias, que puedan"merchandized" [sic] a las audiencias de TASSC. Aumentar la membresía y la financiación de TASSC. Publicite y perfeccione los mensajes de TASSC de forma continua ".[1]

El objetivo original de TASSC era convertirse en una "organización públicamente conocida, respetada y altamente visible"  pocos meses después de su creación mediante el uso de un "programa integrado que combina un programa estratégico y completo de relaciones con los medios de comunicación".
Las estrategias desarrolladas por APCO Worldwide (específicamente para Philip Morris) y aplicadas a través de The Advancement of Sound Science Center (TASSC), fueron altamente efectivas y continúan siendo utilizadas con éxito hoy en día por muchas organizaciones que buscan contrarrestar las publicaciones de pares. APCO Worldwide se centró en desestabilizar la confianza del público en general en la validez de la investigación científica convencional en una serie de campañas de educación pública bien planificadas. Se dirigieron estratégicamente a los principales medios de comunicación con afirmaciones de ciencia basura sobre informes científicos (por ejemplo, afirmaciones sobre riesgos para la salud y el medio ambiente que requerían políticas reguladoras).

### Astroturfing
Esta metodología ahora se llama astroturfing, generalmente la usa los llamados "think-tanks", y funciona a través del activismo local coordinado, "intercambio de información" y la creación estratégica de APCO y sus asociados de organizaciones de base sembradas. Bajo el consejo de APCO, TASSC desarrolló coaliciones locales, haciéndolas parecer organizaciones de base indígenas, y las utilizó para influir en los medios, los legisladores y el público y, en algunos casos, para reclutar científicos e investigadores para apoyar la posición pro-tabaquismo de Philip Morris. TASSC se promocionó a sí misma como "una coalición sin fines de lucro que aboga por el uso de ciencia sólida en la toma de decisiones de políticas públicas".
Los vínculos de TASSC con la industria tabacalera permanecieron ocultos durante décadas: la estrategia de APCO era que TASSC apareciera como una coalición de base nacional independiente. Para ocultar esta relación, TASSC amplió el enfoque para cuestionar la validez de otras preocupaciones científicas , en particular el calentamiento global.

### Cooptando a los medios
Los artículos de opinión y otros artículos comercializados dirigidos al lector lego (aunque escritos por académicos), fueron distribuidos a los medios de comunicación en un formato listo para escanear / imprimir por el lobby pro-tabaco. Estos se distribuyeron en aparente respuesta a problemas actuales que habían atraído la atención del público, pero a menudo citaban artículos similares de los medios de comunicación sobre  fumar, que era la motivación fundamental detrás de la duplicidad. Dicho material podría distribuirse rápidamente a los medios de comunicación locales a través de asociaciones afiliadas, siempre que pareciera ser periodismo independiente. El papel de TASSC era cuestionar la aceptación pública de la ciencia en general, en lugar de arriesgarse a ser identificado con las empresas tabacaleras.
Muchos grupos adoptan el concepto de pruebas de artículos comercializados que se distribuyen de forma gratuita en los periódicos pequeños para cuestionar con éxito las asociaciones e instituciones científicas profesionales y científicas revisadas por pares en áreas como la ciencia ambiental sobre cuestiones que incluyen  fumar, pesticidas sy calentamiento global. Este programa fue operado con mayor éxito por Steven Milloy.

## Historia
TASSC fue creado en 1993 por la APCO Worldwide firma de relaciones públicas, y fue financiado por la compañía tabacalera Philip Morris (ahora  Altria) para ayudar a luchar contra las regulaciones del tabaquismo. Los vínculos de TASSC con la industria tabacalera se redujeron al mínimo como parte de la estrategia de APCO para "establecer una imagen de una coalición nacional de base".
El grupo ha sido descrito como un esfuerzo de las empresas tabacaleras que "querían arrojar serias dudas sobre la capacidad de los científicos del gobierno para producir una investigación justa" y que "formaron silenciosamente una coalición de industrias que desafiarían todos los aspectos de la ciencia gubernamental, según sus estudios. de calentamiento global a auto seguridad. "

## Consejeros científicos y miembros de la junta
- Garrey Carruthers, exgobernador de Nuevo México, se desempeñó como presidente de TASSC de 1993 a 1998.[11][12]
- Mickey Edwards, ex congresista republicano, fue nombrado presidente del consejo asesor de TASSC en 1995.[13]
- Frederick Seitz, expresidente de la Academia Nacional de Ciencias de los Estados Unidos y destacado negacionista del calentamiento global, formó parte de la junta asesora científica,[14] que tenía ocho miembros.[2]
- Michael Fumento – miembro de la junta asesora[11]
- Bruce Ames – miembro de la junta asesora[11]

## En la cultura popular
TASSC fue parodiado en la película de 2005 "Gracias por fumar", en la que el protagonista era un portavoz de la "Academia de Estudios del Tabaco", un grupo de presión financiado por la industria. dedicada a estudiar los efectos del tabaquismo con resultados consistentemente inconclusos.[cita requerida]
En la novela de Barbara Kingsolver "Flight Behavior" (2012), un científico critica a una periodista (Tina Ultner) que niega el cambio climático y explica: